# Marina Szmonina
Marina Konstantinowna Szmonina (ros. Марина Константиновна Шмонина; ur. 9 lutego 1965 w Taszkencie) – uzbecka lekkoatletka, specjalizująca się w biegach sprinterskich, uczestniczka letnich igrzysk olimpijskich w Barcelonie (1992), złota medalistka olimpijska w biegu sztafetowym 4 × 400 metrów (startowała w eliminacjach, w finale nie uczestniczyła). W czasie swojej kariery reprezentowała również Związek Socjalistycznych Republik Radzieckich, Wspólnotę Niepodległych Państw i Rosję.
Była pierwszą w historii uzbecką lekkoatletką, która zdobyła złoty medal olimpijski.
W maju 1993 r. została zdyskwalifikowana na 4 lata za stosowanie niedozwolonych środków dopingujących. W wyniku tej dyskwalifikacji reprezentantki Rosji straciły złote medale, zdobyte w biegu sztafetowym 4 × 400 metrów podczas halowych mistrzostwach świata w Toronto (marzec 1993).

## Sukcesy sportowe
- mistrzyni ZSRR w biegu na 400 metrów – 1989[4]
- halowa mistrzyni ZSRR w biegu na 400 metrów – 1990[5]
- halowa mistrzyni WNP w biegu na 400 metrów – 1992

| Rok  | Miasto    | Zawody                    | Konkurencja                      | Wynik                  |
| ---- | --------- | ------------------------- | -------------------------------- | ---------------------- |
| 1989 | Haga      | Halowe mistrzostwa Europy | bieg na 400 m                    | srebrny medal          |
| 1989 | Budapeszt | Halowe mistrzostwa świata | bieg na 400 m                    | 5. miejsce             |
| 1990 | Glasgow   | Halowe mistrzostwa Europy | bieg na 400 m                    | złoty medal            |
| 1990 | Split     | Mistrzostwa Europy        | bieg na 400 m                    | 7. miejsce             |
| 1990 | Seattle   | Igrzyska Dobrej Woli      | sztafeta 4 × 400 m bieg na 400 m | złoty medal 7. miejsce |
| 1991 | Sewilla   | Halowe mistrzostwa świata | sztafeta 4 × 400 m               | srebrny medal          |
| 1992 | Genua     | Halowe mistrzostwa Europy | bieg na 400 m                    | 5. miejsce             |
| 1992 | Barcelona | Igrzyska olimpijskie      | sztafeta 4 × 400 m               | złoty medal            |

## Rekordy życiowe
| konkurencja        | na stadionie               | w hali                      |
| ------------------ | -------------------------- | --------------------------- |
| bieg na 200 metrów | 22,82 – Moskwa, 02/06/1990 | 23,29 – Moskwa, 07/02/1992  |
| bieg na 300 metrów |                            | 36,87 – Moskwa, 26/01/1992  |
| bieg na 400 metrów | 50,52 – Kijów, 06/07/1990  | 51,22 – Glasgow, 04/03/1990 |